# (4029) Bridges
(4029) Bridges ist ein Hauptgürtelasteroid, der am 24. Mai 1982 von Carolyn Shoemaker vom Palomar-Observatorium aus entdeckt wurde. Er wird vom natürlichen Satelliten S/2006 (4029) 1, der einen Durchmesser von ca. 2 km hat, umkreist.
Der Asteroid wurde nach der US-amerikanischen Planeten-Kartographin Patricia M. Bridges benannt.